# Vanacampus poecilolaemus
Vanacampus poecilolaemus är en fiskart som först beskrevs av Peters 1868.  Vanacampus poecilolaemus ingår i släktet Vanacampus och familjen kantnålsfiskar. Inga underarter finns listade i Catalogue of Life.